# High Frame Rate
High Frame Rate (hohe Bildrate), abgekürzt HFR, ist ein Format für digitale Kinofilme, bei dem eine höhere Bildwiederholfrequenz als die aus der klassischen Filmtechnik bekannten 24 Bildern pro Sekunde genutzt wird. Wenn HFR für dreidimensionale Filme verwendet wird, wird es als „HFR 3D“ bezeichnet.
Der HFR-Standard der Digital Cinema Initiatives (DCI) ist nicht sehr weit verbreitet. Die DCI hat 2005 vorläufige inoffizielle Standards für digitale Filmproduktionen festgelegt. Die Standardisierung wird ansonsten in der digitalen wie analogen Filmtechnik von der Society of Motion Picture and Television Engineers (SMPTE) dominiert. Befürworter des Formats sagen, dass es durch die höhere Bildwiederholrate die Qualität des Bildes, insbesondere des 3D-Bildes verbessert, indem Ruckeln und Bewegungsunschärfe vermindert werden. Kritiker der Technik bemängeln den Verlust des „Kinostils“ (cinematic look) und vergleichen es mit Material, das mit einer Motion-Interpolation bearbeitet wurde, insbesondere dem „Soap-Opera-Effekt“.

## Analoge HFR-Filme
Douglas Trumbull entwickelte mit Showscan in den 1970er und 1980er Jahren ein Filmverfahren, welches 60 Bilder in der Sekunde verwendet.
Auf der Expo 92 wurde der Film Momentum gezeigt. Dabei handelte es sich um den ersten Film im IMAX-HD-Filmformat, welches 48 Bilder pro Sekunde darstellt.
Maxivision 48 ist ein Filmformat von 1999, welches nie zur Anwendung kam und 48 Bilder in der Sekunde vorsah.

## Filme im HFR-3D-Format
Der erste Kinofilm, der im HFR-3D-Format veröffentlicht wurde, ist Peter Jacksons Der-Hobbit-Filmtrilogie, beginnend mit Der Hobbit: Eine unerwartete Reise im Dezember 2012 und einer Bildwiederholfrequenz von 48 Bildern pro Sekunde. Andere Filmschaffende, die das Format nutzen wollen, sind James Cameron für seine Avatar-Fortsetzungen und Andy Serkis in seiner Adaption von George Orwells Farm der Tiere.

## Aufrüstung der Projektionstechnik
In Deutschland haben vor allem die Kinoketten Cinestar, KINOPOLIS, Cinemaxx, UCI Kinowelt und die Cineplex-Gruppe zum Filmstart der Der-Hobbit-Trilogie in eine Umrüstung auf HFR 3D investiert. Den ersten HFR-3D-Projektor mit 60 Bildern pro Sekunde (was der High Frame Rate von James Camerons Filmprojekten entspricht) in Österreich installierte das Cinepoint in Seefeld in Tirol im Mai 2013. Für den Film Billy Lynn’s Long Halftime Walk von Ang Lee in 120 fps, 3D und 4K-Auflösung entwickelte die Firma Christie extra einen Projektor, der dieses Format abspielen konnte.

## Verwendung außerhalb des Kinos
Verschiedene Camcorder bieten Hobbyfilmern die Möglichkeit, mit 1080p50, 1080p60 oder noch höher aufgelöst zu filmen. Mit der Ultra HD Blu-ray, welche vorrangig für Filme in vierfacher Full-HD-Auflösung entwickelt wurde, ist außerdem eine Möglichkeit vorgesehen, Kinofilme für den Heimanwender mit bis zu 60 fps abzuspeichern und wiederzugeben, allerdings ohne stereoskopisches 3D, im Gegensatz zum Kino muss also entweder auf HFR oder auf 3D verzichtet werden. Heimanwender haben zudem bei vielen TV-Geräten die Option, Motion-Interpolation zu verwenden, was geräteabhängig sogar noch höhere Frameraten erlaubt. Die bei dieser Technik errechneten zusätzlichen Frames enthalten jedoch keine zusätzlichen Bildinformationen und können so mit einer nativen erhöhten Framerate qualitativ nicht mithalten.
Seit Oktober 2014 erlaubt auch die Videoplattform YouTube die Wiedergabe von Videos mit bis zu 60 Bildern pro Sekunde, vorausgesetzt, der verwendete Browser wird unterstützt.